# Nick O'Malley
Nicholas "Nick" O'Malley, född 5 juli 1985 i Sheffield, är en brittisk basist. Han är sedan 2006 medlem av indierockbandet Arctic Monkeys, efter att ha ersatt originalbasisten Andy Nicholson. Han har tidigare spelat i bandet The Dodgems.